# František Janalík (spisovatel)
František Janalík (3. září 1938, Rymice – 13. listopadu 2007, Jilemnice) byl český fotograf, novinář, publicista, grafik, spisovatel a amatérský ornitolog, dlouholetý šéfredaktor časopisu Krkonoše.

## Život
František Janalík se narodil v Rymicích na Kroměřížsku, tj. na Moravě, a původně tedy neměl ke Krkonoším prakticky žádný vztah. Po střední škole nastoupil jako propagační grafik a fotograf do královéhradecké strojírny Závody Vítězného února. Ve svém volném čase se věnoval amatérské ornitologii, díky kvalitnímu vybavení si pak zejména v 60. letech vytvořil bohatý osobní fotografický archiv ptactva, plazů, obojživelníků i dalších živočišných tříd.
V neurčené době počátkem normalizace nastoupil do Správy KRNAP jako vedoucí odboru kultury. Poté, co byli odborem tiskového dohledu ONV Trutnov zkritizováni tehdejší ředitel Správy KRNAP Miroslav Klapka i vedoucí redaktor časopisu Krkonoše (který správa KRNAP vydávala od počátku roku 1968) Jiří Sehnal a oba byli na podzim 1970 odvoláni z funkcí, se dvaatřicetiletý Janalík stal novým šéfredaktorem zmíněného časopisu.
Vedle fotografických příspěvků a grafické práce začal od následujícího roku sám psát články pro časopis. Jeho vlastní fotografický archiv posloužil k doplnění desítek odborných článků a on sám byl autorem stovek dalších článků na téma člověk a příroda, zvířena Krkonoš, myslivost, lesnictví aj., a to včetně publicistických seriálů (od r. 1971 seriál Z krkonošských tragédií, od r. 1977 obecný seriál Kapitoly z přírody věnovaný konkrétním živočišným druhům a od r. 1984 seriál Zajímavosti o kuriozitách přírodních i historických) a později též humoristických povídek (od r. 1977 seriál Z myslivecké brašny, od r. 1982 seriál Jak jsem lezl Krakonošovi do zelí a od r. 1991 seriál Z Krakonošovy zahrádky).
Funkce šéfredaktora s sebou nesla nutnost neustálého vyvažování zájmů politických (komunistických), ochranářských (KRNAP) či investorských (národní výbory) a Janalík patrně uměl všechny tyto zájmy skloubit a vyhladit jejich třecí hrany. Pod jeho vedením se časopis výrazně vylepšil, z původního čtvrtletníku s průměrnou grafikou a výrobními lhůtami v řádu měsíců se časopis stal od ročníku 1973 dvouměsíčníkem a od roku 1978 dokonce měsíčníkem, s vysoce kvalitním tiskem na křídovém papíře. Časopis uveřejňoval nejen odborné články o geologii, rostlinstvu a zvířectvu Krkonoš, nýbrž i informace o historii, o chystaných či probíhajících investičních akcích, o tiskových ohlasech v zahraničí aj., a přinášel i názorové polemiky jednotlivých odborníků a vedoucích úředníků či zástupců podniků. V časopise byla uveřejňována i díla autorů, kterým nebyl režim právě nakloněn (spisovatelka Marie Kubátová, fotograf Jiří Havel, publicista Josef Rodr, karikaturista Miroslav Barták aj.).
Po sametové revoluci tak dokázal Janalík funkci šéfredaktora časopisu obhájit. Zdravotní problémy ho však na jaře 1994 donutily práci prakticky ukončit a v pětapadesáti letech věku se náhle vzdát nejen redakční funkce (od července 1994 ho ve funkci šéfredaktora nahradila Zdeňka Flousková), nýbrž i tvorby vlastních textových a fotografických příspěvků pro časopis. Po dlouhém léčení se věnoval už jen soukromé publikační činnosti, postupně napsal řadu povídkových knih a pokračoval i v psaní článků pro časopis Krkonoše, byť už jen jako externí přispěvatel. Účastnil se společenského života a fotografických či redakčních vernisáží.
Zemřel po krátké nemoci v jilemnické Masarykově městské nemocnici ve věku 69 let.

## Dílo
- Když Krakonoš nekouká (Novinář Praha, 1981; II. vydání Plot Praha, 2002)
- Pivrncova sexy kuchařka aneb Proč Krkonošáci nevymřeli (KOBRA, Praha, 1995), spoluautor Petr Urban
- Jak jsem lezl Krakonošovi do zelí (LIT-Polygrafia Liberec, 1997)
- Domácí výroba vín a likérů (První česká reklamní společnost, Praha, 1997), spoluautor Jiří Marhold
- Tajemství židovské kuchyně: 270 tradičních židovských receptů (První česká reklamní společnost, Praha, 1997; II. vydání PLOT, Praha, 2003), spoluautor Jiří Marhold
- Milenci zvěrokruhu (Jos. R. Vilímek, Liberec, 1998)
- Když lovce miluje Diana (Nuga, Praha, 2002)
- Rozmarná zelená krev (PLOT, Praha, 2003)
- Lovecká kuchařka aneb Zvěřina a ryby nejen na talíři (PLOT, Praha, 2003), spoluautor Jiří Marhold
- Hříšníci hor krkonošských (PLOT, Praha, 2004)
- Kvítka z čertovy zahrádky (PLOT, Praha, 2005)
- Krkonošské koření (PLOT, Praha, 2006)
- Krkonošské poudačky (PLOT, Praha, 2007) – redakční práce, výběr povídek různých autorů
- Krkonošské tajemno – nedokončený soubor povídek
- 297 autorských + 2 spoluautorské články v časopisu Krkonoše, resp. Krkonoše – Jizerské hory od čísla 2/71 do čísla 5/94.